# Bapara
Bapara é um gênero de mariposa pertencente à família Crambidae.